# Il Farnace (Traetta)
Il Farnace és una òpera en tres actes composta per Tommaso Traetta sobre un llibret italià d'Antonio Lucchini. S'estrenà al Teatro San Carlo de Nàpols el 4 de novembre de 1751.
La seva carrera l'havia portat des del conservatori de Nàpols fins al San Carlo, que li va encarregar el 1751 Il Farnace. Va ser la primera òpera de Traetta a aconseguir l'èxit. Des de llavors va viatjar per tot Europa.